# Deinocheiridae

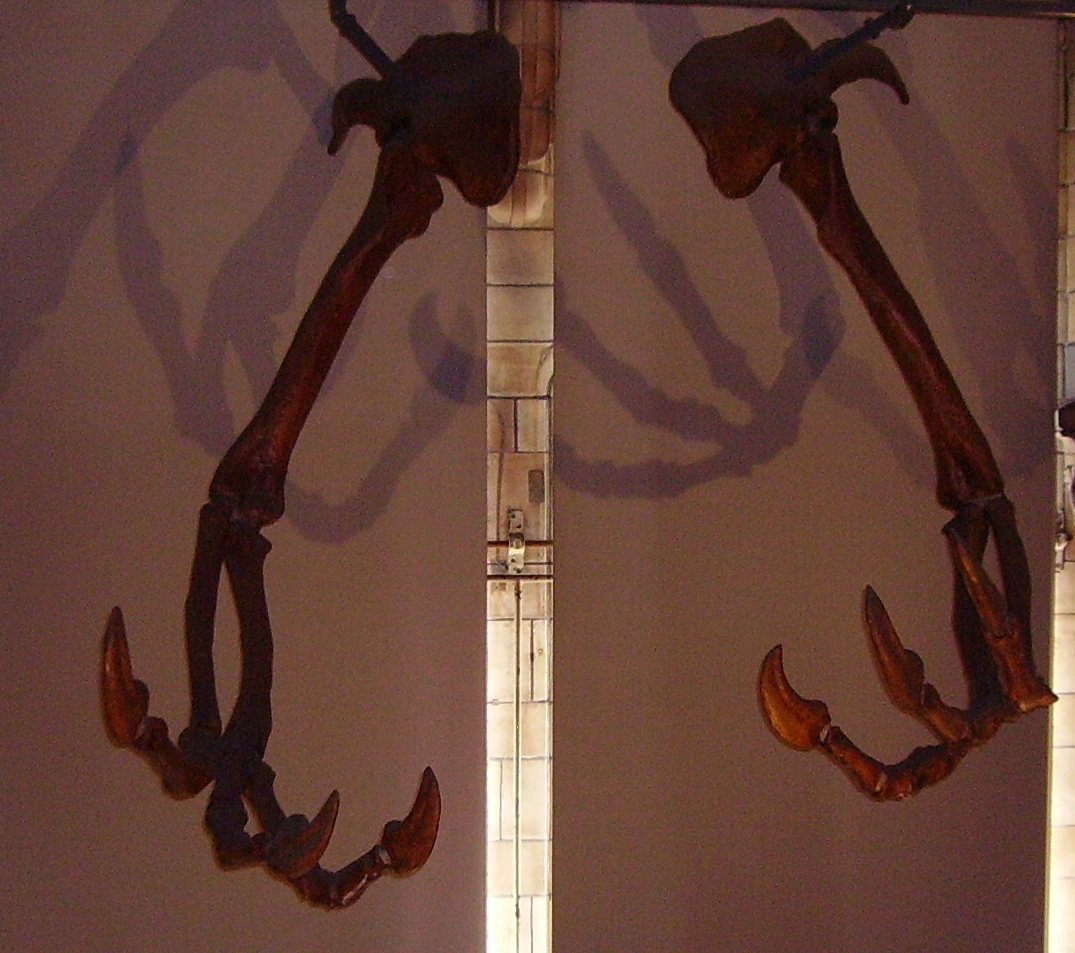
Voorpoten van Deinocheirus

De Deinocheiridae zijn een groep theropode dinosauriërs.
De familie Deinocheiridae werd in 1970 benoemd door Osmólska en Roniewicz om Deinocheirus mirificus een plaats te geven. Deze soort, eerst slechts bekend van de reusachtige voorste ledematen en een wervel, was dermate raadselachtig dat men hem niet aan een andere familie meende te kunnen toewijzen, zodat men maar een aparte familie voor hem creëerde. De familie Deinocheiridae werd op haar beurt weer ondergebracht bij de Carnosauria, toen nog gezien als een infraorde waarin alle grote theropoden hun plaats hadden. Aangezien Deinocheirus klaarblijkelijk geen tyrannosauroïde was, werd Deinocheiridae aarzelend maar aan de Megalosauroidea toegewezen. Latere analyses wezen erop dat Deinocheirus wellicht tot de Ornithomimidae behoorde, maar ook dat was verre van zeker.
Van Deinocheiridae is lang geen definitie als klade gegeven. In 2014 kwam daar verandering in ter gelegenheid van een nieuwe beschrijving van Deinocheirus naar aanleiding van veel completere vondsten. De klade werd door Yuong-Nam Lee e.a. gedefinieerd als de groep bestaande uit Deinocheirus mirificus en alle taxa nauwer verwant aan Deinocheirus dan aan Ornithomimus velox. Volgens een kladistische analyse viel Garudimimus in de Deinocheiridae wat zou betekenen dat Garudimimidae Barsbold 1981 een jonger synoniem zou zijn van Deinocheiridae. Een andere mogelijke deinocheiride is Beishanlong.